# Počúvadlo
Počúvadlo es un municipio del distrito de Banská Štiavnica en la región de Banská Bystrica, Eslovaquia, con una población estimada a final del año 2024 de 85 habitantes.
Se encuentra ubicado al oeste de la región, cerca del río Hron —un afluente izquierdo del Danubio— y de la frontera con la región de Nitra.

## Demografía
| Año        | 1994 | 2004     | 2014     | 2024     |
| ---------- | ---- | -------- | -------- | -------- |
| Población  | 147  | 123      | 95       | 85       |
| Diferencia |      | −16,32 % | −22,76 % | −10,52 % |

| Año        | 2023 | 2024    |
| ---------- | ---- | ------- |
| Población  | 84   | 85      |
| Diferencia |      | +1,19 % |